# Saint-Germain-de-Pasquier
Pour les articles homonymes, voir Saint-Germain et Pasquier.
Saint-Germain-de-Pasquier est une commune française située dans le département de l'Eure, en région Normandie.
Village d'une centaine d'habitants, Saint-Germain-de-Pasquier est notamment connu pour sa mairie. D'une superficie d'environ 8 m2 (2,7 mètres sur 3) elle est en effet la plus petite mairie de France, inscrite au Livre Guinness des records.

## Géographie

### Localisation
Les communes limitrophes de Saint-Germain-de-Pasquier sont La Harengère, Saint-Cyr-la-Campagne, Le Bec-Thomas, La Saussaye et Saint-Didier-des-Bois.
|               | La Saussaye, Saint-Cyr-la-Campagne |                       |
| Le Bec-Thomas | Saint-Germain-de-Pasquier          | Saint-Didier-des-Bois |
|               | La Harengère                       |                       |

### Géologie et relief
La superficie de Saint-Germain-de-Pasquier est de 199 hectares (1,99 km2) avec une altitude minimum de 64 mètres et un maximum de 145 mètres.

### Hydrographie
La commune est située dans le bassin Seine-Normandie. Elle est drainée par l'Oison,.
L'Oison constitue la limite nord de la commune. D'une longueur de 16 km, il prend sa source dans la commune d'Amfreville-Saint-Amand et se jette  dans la Seine à Saint-Pierre-lès-Elbeuf, après avoir traversé neuf communes.

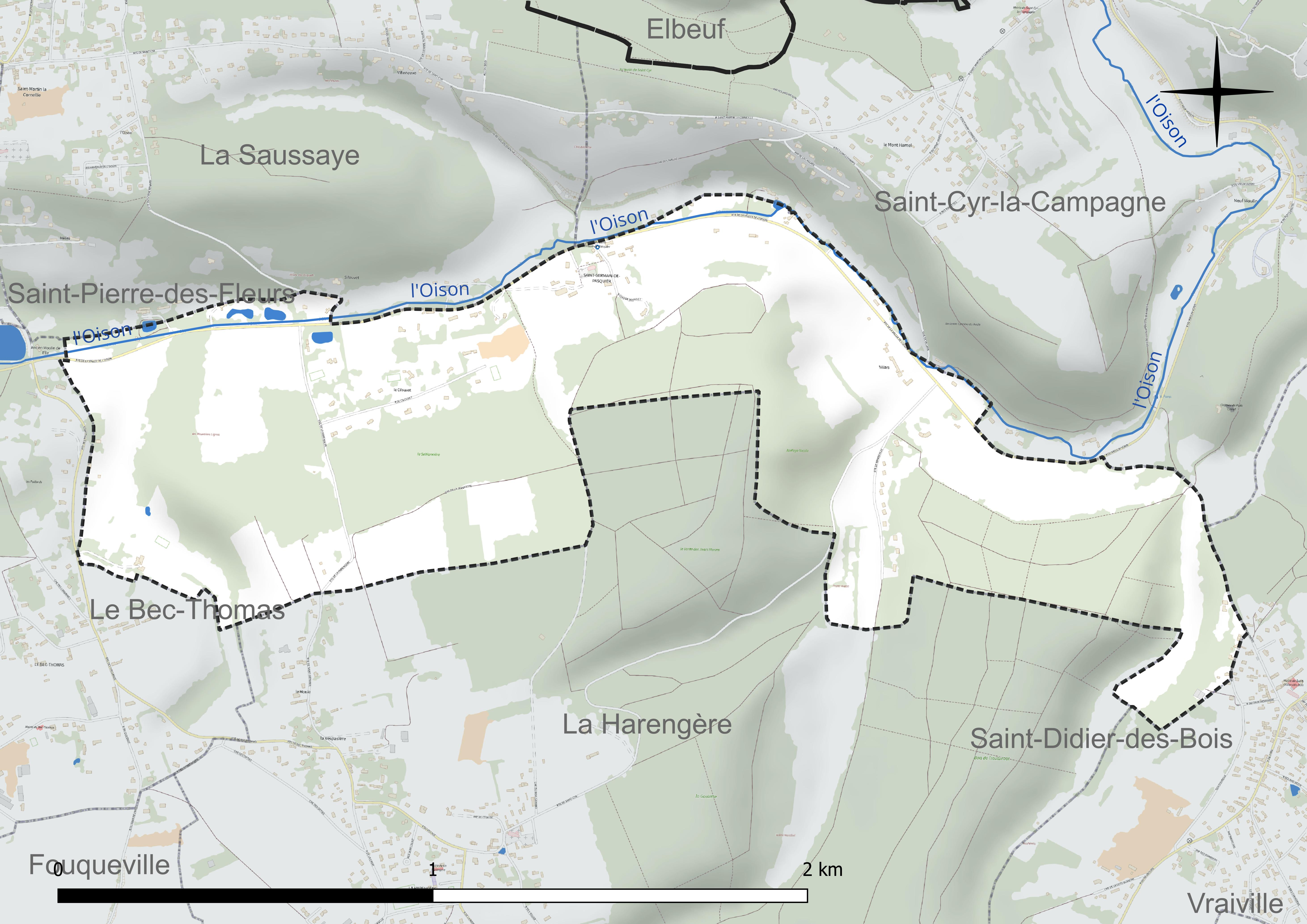
Réseau hydrographique de Saint-Germain-de-Pasquier.

### Climat
Pour des articles plus généraux, voir Climat de la Normandie et Climat de l'Eure.
En 2010, le climat de la commune est de type climat océanique dégradé des plaines du Centre et du Nord, selon une étude du CNRS s'appuyant sur une série de données couvrant la période 1971-2000. En 2020, Météo-France publie une typologie des climats de la France métropolitaine dans laquelle la commune est exposée à un climat océanique et est dans la région climatique  Côtes de la Manche orientale, caractérisée par un faible ensoleillement (1 550 h/an) ; forte humidité de l’air (plus de 20 h/jour avec humidité relative > 80 % en hiver), vents forts fréquents. Parallèlement le GIEC normand, un groupe régional d’experts sur le climat, différencie quant à lui, dans une étude de 2020, trois grands types de climats pour la région Normandie, nuancés à une échelle plus fine par les facteurs géographiques locaux. La commune est, selon ce zonage, exposée à un « climat des plateaux abrités », correspondant aux plaines agricoles de l’Eure, avec une pluviométrie beaucoup plus faible que dans la plaine de Caen en raison du double effet d’abri provoqué par les collines du Bocage normand et par celles qui s’étendent sur un axe du Pays d'Auge au Perche.
Pour la période 1971-2000, la température annuelle moyenne est de 10,5 °C, avec  une amplitude thermique annuelle de 13,8 °C. Le cumul annuel moyen de précipitations est de 744 mm, avec 12,1 jours de précipitations en janvier et 8,3 jours en juillet. Pour la période 1991-2020, la température moyenne annuelle observée sur la station météorologique la plus proche, située sur la commune de Louviers à 13 km à vol d'oiseau, est de 11,8 °C et le cumul annuel moyen de précipitations est de 719,5 mm,. Pour l'avenir, les paramètres climatiques de la commune estimés pour 2050 selon différents scénarios d’émission de gaz à effet de serre sont consultables sur un site dédié publié par Météo-France en novembre 2022.

## Urbanisme

### Typologie
Au 1er janvier 2024, Saint-Germain-de-Pasquier est catégorisée commune rurale à habitat dispersé, selon la nouvelle grille communale de densité à 7 niveaux définie par l'Insee en 2022.
Elle est située hors unité urbaine. Par ailleurs la commune fait partie de l'aire d'attraction de Rouen, dont elle est une commune de la couronne,. Cette aire, qui regroupe 317 communes, est catégorisée dans les aires de 200 000 à moins de 700 000 habitants,.

### Occupation des sols
L'occupation des sols de la commune, telle qu'elle ressort de la base de données européenne d’occupation biophysique des sols Corine Land Cover (CLC), est marquée par l'importance des territoires agricoles (57,1 % en 2018), une proportion identique à celle de 1990 (57,1 %). La répartition détaillée en 2018 est la suivante : 
prairies (54,9 %), forêts (42,8 %), zones agricoles hétérogènes (2,2 %), zones urbanisées (0,1 %). L'évolution de l’occupation des sols de la commune et de ses infrastructures peut être observée sur les différentes représentations cartographiques du territoire : la carte de Cassini (XVIIIe siècle), la carte d'état-major (1820-1866) et les cartes ou photos aériennes de l'IGN pour la période actuelle (1950 à aujourd'hui).

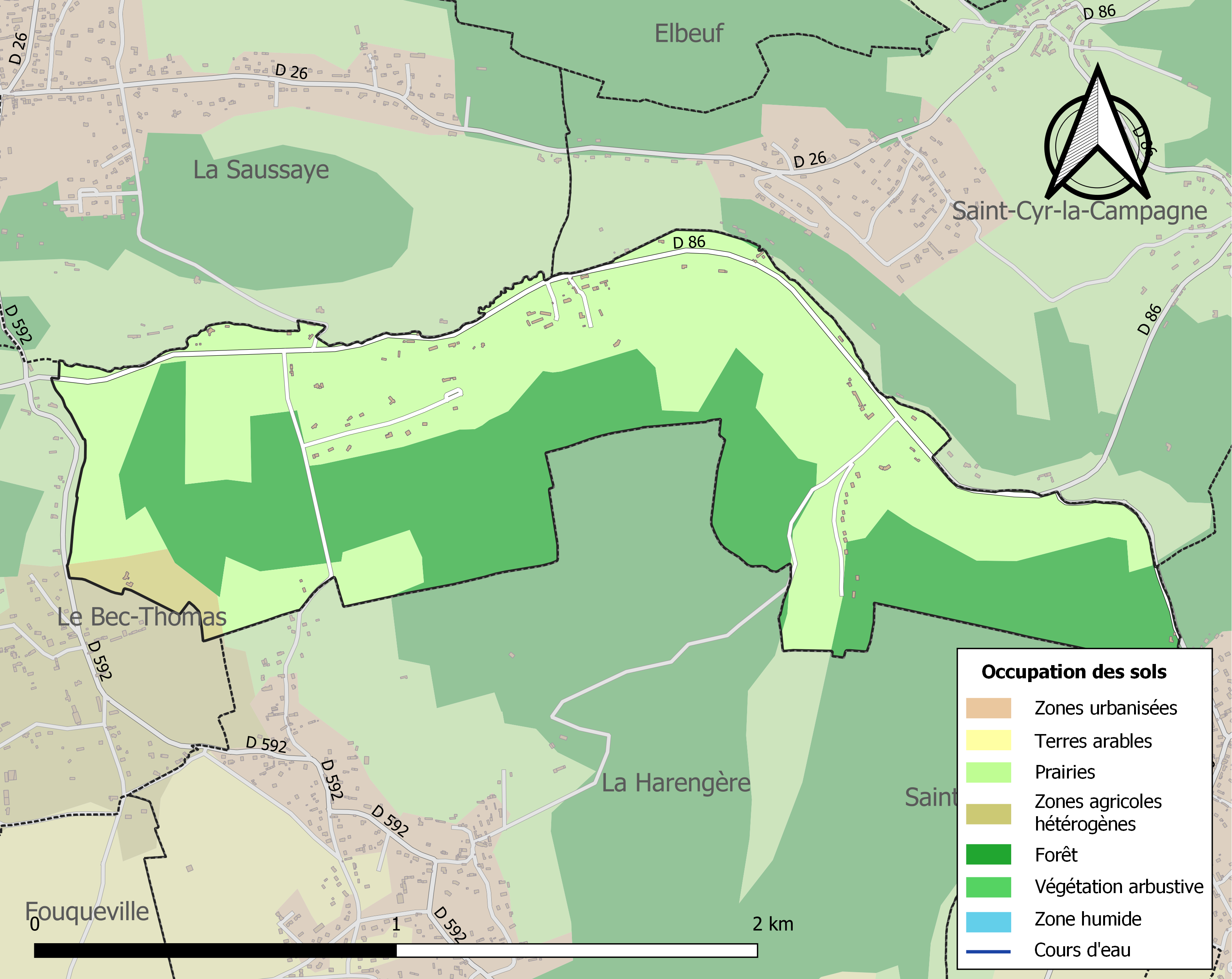
Carte des infrastructures et de l'occupation des sols de la commune en 2018 (CLC).

## Toponymie
Le nom de la localité est attesté sous les formes Paskier (charte de Garin, évêque d’Évreux) en 1191,; Sanctus Germanus de Pasquerio (second p. d’Évreux) au XIIe siècle,.
Saint-Germain est un hagiotoponyme, l'église est dédiée à saint Germain.
Pasquier, du bas-latin *pascuarium (non attesté), « pâturage » (comprendre gallo-roman *PASCUARIU). L'appellatif pasquier, fréquent dans d'autres régions ne semble pas attesté ailleurs en Normandie.

## Histoire
Vers 1080, les dîmes de Saint-Germain furent données à l'abbaye Notre-Dame du Bec. La famille de Tournebu qui possédait la seigneurie fut remplacée par les barons du Bec-Thomas qui conservèrent le village jusqu'à la Révolution.
La fontaine Sainte-Clotilde a été pendant longtemps un lieu de pèlerinage très fréquenté, notamment le 3 juin. On venait y invoquer la sainte pour guérir toutes sortes de maux, et pour donner des forces aux enfants que l'on plongeait dans l'eau très froide de la source. En 1851, afin de revaloriser son culte, l'église et la municipalité décident d'ériger au-dessus de la fontaine, à l'emplacement de l'ancien prieuré Saint-Germain-Gaillard, une petite chapelle de 3 m de long pour 2,70 m de large.
Cette chapelle, désaffectée de tout exercice de culte, fit partie des biens de la commune à la suite de la loi de séparation des Églises et de l'État en 1905. Le 19 octobre 1910, le maire de Saint-Germain-de-Pasquier décide donc d'utiliser le bâtiment en tant que mairie dont la commune était dépourvue, les réunions du conseil municipal se faisant jusqu'alors au domicile de l'édile. C'est ainsi que Saint-Germain-de-Pasquier possède la plus petite mairie de France. Malgré sa petite taille, elle peut, grâce à un agencement judicieux, accueillir le conseil municipal dans sa totalité et la secrétaire de mairie, soit, au total, 12 personnes. Les jours de mariage, la famille des mariés est priée d'attendre sur le trottoir,.
Saint-Germain possède également une église d'origine romane du XIIe siècle, dont le mur ouest de la nef est construit en pans de bois et dont la charpente est en forme de coque de bateau retournée.

## Politique et administration
Saint-Germain-de-Pasquier est rattachée à la communauté d'agglomération Seine Eure.
| Période                                  | Période        | Identité         | Étiquette | Qualité                                                         |
| ---------------------------------------- | -------------- | ---------------- | --------- | --------------------------------------------------------------- |
| Les données manquantes sont à compléter. |                |                  |           |                                                                 |
| 1921                                     |                | Tacheux          |           |                                                                 |
| av.1968                                  | ?              | Marcel Leclerc   |           | Electricien, suppléant du député UDR André Delahaye (1968-1973) |
|                                          |                |                  |           |                                                                 |
| 2001                                     | février 2014 † | Germain Leborgne |           |                                                                 |
| mars 2014                                | En cours       | Laurence Lafillé |           | Employée dans le secteur privé                                  |

## Démographie
L'évolution du nombre d'habitants est connue à travers les recensements de la population effectués dans la commune depuis 1793. Pour les communes de moins de 10 000 habitants, une enquête de recensement portant sur toute la population est réalisée tous les cinq ans, les populations de référence des années intermédiaires étant quant à elles estimées par interpolation ou extrapolation. Pour la commune, le premier recensement exhaustif entrant dans le cadre du nouveau dispositif a été réalisé en 2006.

En 2022, la commune comptait 122 habitants, en évolution de −6,87 % par rapport à 2016 (Eure : −0,25 %, France hors Mayotte : +2,11 %).
| 1793 | 1800 | 1806 | 1821 | 1831 | 1836 | 1841 | 1846 | 1851 |
| ---- | ---- | ---- | ---- | ---- | ---- | ---- | ---- | ---- |
| 118  | 139  | 132  | 139  | 143  | 121  | 125  | 90   | 120  |

| 1856 | 1861 | 1866 | 1872 | 1876 | 1881 | 1886 | 1891 | 1896 |
| ---- | ---- | ---- | ---- | ---- | ---- | ---- | ---- | ---- |
| 133  | 120  | 113  | 89   | 76   | 74   | 63   | 65   | 56   |

| 1901 | 1906 | 1911 | 1921 | 1926 | 1931 | 1936 | 1946 | 1954 |
| ---- | ---- | ---- | ---- | ---- | ---- | ---- | ---- | ---- |
| 40   | 34   | 36   | 21   | 31   | 19   | 31   | 32   | 27   |

| 1962 | 1968 | 1975 | 1982 | 1990 | 1999 | 2006 | 2011 | 2016 |
| ---- | ---- | ---- | ---- | ---- | ---- | ---- | ---- | ---- |
| 30   | 33   | 90   | 133  | 105  | 139  | 136  | 138  | 131  |

| 2021 | 2022 | - | - | - | - | - | - | - |
| ---- | ---- | - | - | - | - | - | - | - |
| 122  | 122  | - | - | - | - | - | - | - |

## Culture locale et patrimoine

### Lieux et monuments
- L'église Saint-Germain possède des éléments architecturaux qui datent du XIe siècle (portail)[26]. C'est une des rares églises de Normandie dont le mur gouttereau de la nef (nord) est construite en pans de bois[26].
- La mairie a une superficie d'environ 8 m2 (2,7 mètres sur 3), elle est en effet l'une des plus petites mairies de France, inscrite au Livre Guinness des records[19],[20]. Elle est installée dans l'ancienne chapelle Sainte-Clotilde désacralisée au début du XXe siècle[27], aménagée par un architecte naval habitué aux petits espaces. Rien ne laisse penser que ce bâtiment est la mairie du village, à part le petit drapeau tricolore qui flotte sur le toit[28].